# Rabenauer Forst

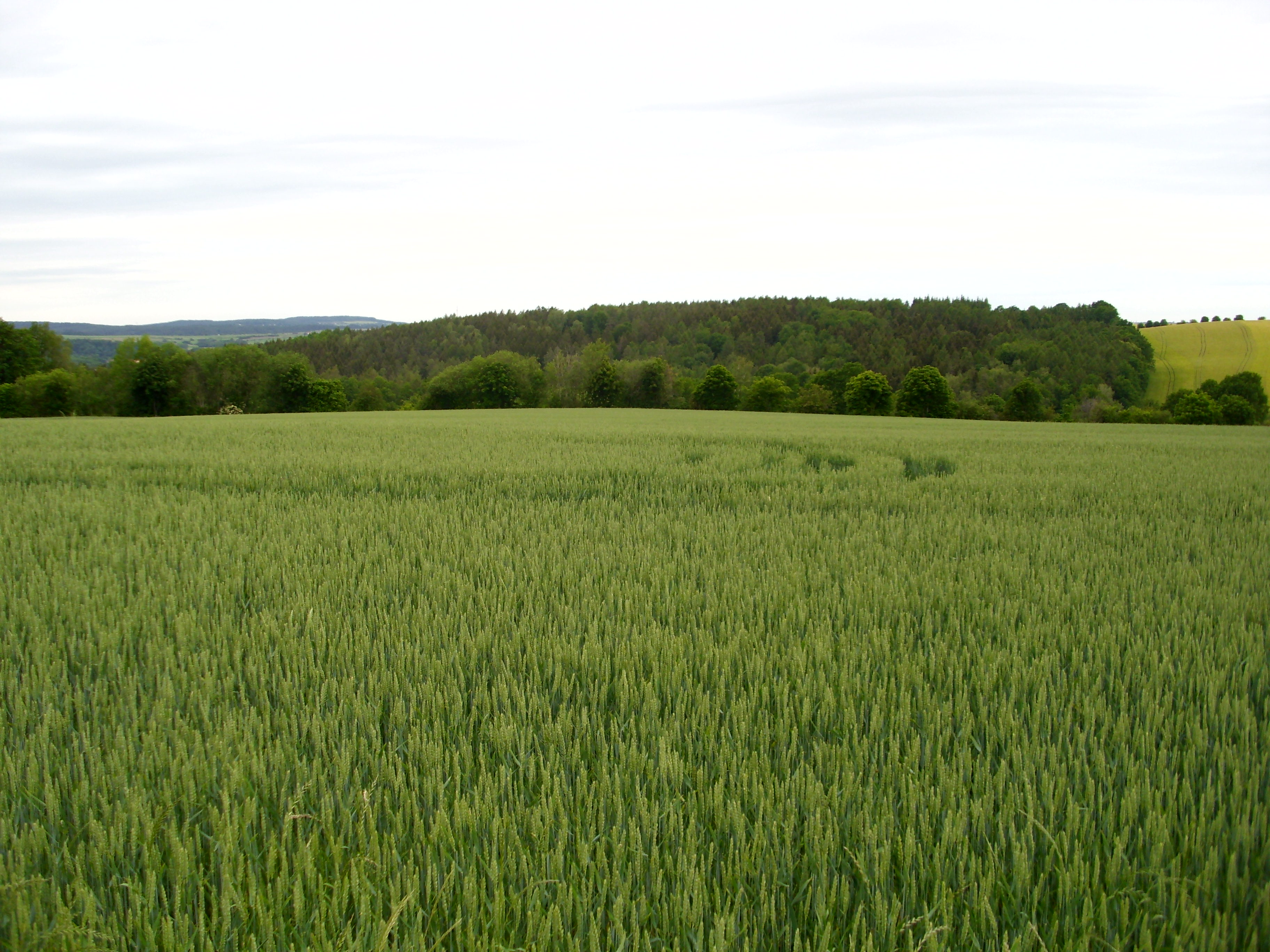

Der Rabenauer Forst ist ein etwa 0,79 km² großes Waldgebiet im Osterzgebirge. Es liegt auf dem Territorium der westlich gelegenen gleichnamigen Stadt Rabenau. Angrenzende Ortschaften sind Oelsa im Süden und Obernaundorf im Westen. Es liegt zwischen 230 m ü. NHN und 274 m ü. NHN.
Die Zuständigkeit liegt beim Forstamt in Bärenfels, Eigentümer ist der Freistaat Sachsen.

## Geschichte
Der Markgraf von Meißen Georg Herzog von Sachsen belieh Sigmund von Miltitz im Jahre 1454 mit dem „Forst“. 1534 wird ein Förster Donath Fuhrmann genannt. Auf den Karten von Matthias Öder aus den Jahren 1586/1607 wird er erneut als „Forst“ bezeichnet. Als Dachsbau wird der Höhenmesspunkt der Kreuzung Jagdflügel/Schneise 26 auf den Berliner Meilenblättern bezeichnet, welcher 350 m ü. NHN misst. Im Jahre 1866 wird in der Sächsischen Dorfzeitung der Forst zum Rabenauer Revier gehörig genannt.

## Gewässer
Durch den Forst verläuft bei Rabenau der Forstgrabenbach, welcher im „Jungfer-Mätzen-Born“ entspringt und in den Oelsabach mündet. Der Oelsabach durchfließt abschnittsweise den Forst bei Oelsa bis Rabenau. Der Geßlichbach fließt am südlichen Rande durch das gleichnamige Tal, wo er die natürliche Grenze zur angrenzenden Waldung, der Kohlung und der Thürmersleite – auch Dörner Leite genannt – bei Oelsa darstellt.

## Wege
Die Weiße Straße verläuft vom Marktsteig bei Rabenau durch den Forst, wo er den Jagdflügel kreuzt, bis zur Oelsaer Staatsstraße. Der Jagdflügel geht vom nordöstlichen bis zum südwestlichen Rande der Heide, in der er die Weiße Straße und die Schneisen 27/26 kreuzt. Der Lindenwehrweg beginnt auf der Weißen Straße und geht an der Waldkante am Geßlichbach bis nach dem Schwarzen Teich entlang. Der Mühlsteig, welcher von der ehemaligen Spechtritzer Mühle über Kleinoelsa im Geßlichgrund in die Heide geht, verlief früher zum Marktsteig und endet heute auf dem Lindenwehrweg.